# Osečnice
Osečnice (německy Woschenitz) je obec nacházející se v okrese Rychnov nad Kněžnou, kraj Královéhradecký. Žije zde 296 obyvatel. Narodil se zde herec Miroslav Zounar, otec Martina Zounara.

## Historie
První písemná zmínka o obci pochází z roku 1598.

## Pamětihodnosti
- Sousoší Kalvárie

## Části obce
- Osečnice
- Lomy
- Proloh
- Sekyrka